# Jackie Brenston
Jackie Brenston (* 14. August 1927, 24. August 1927, 24. August 1928 oder 15. August 1930 in Clarksdale, Mississippi; † 15. Dezember 1979 in Memphis, Tennessee) war ein US-amerikanischer Rhythm-and-Blues-Musiker. Sein einziger Hit war gemeinsam mit Ike Turner Rocket “88”. Er gilt als eine der frühesten Rock’n’Roll-Aufnahmen.

## Leben und Karriere

Jackie Brenston – Rocket 88

Jackie Brenston wurde in Clarksdale, einer Kleinstadt im Mississippi-Delta, geboren. Seine Mutter war Ethel Brenston. Die Angaben zu seinem Geburtsdatum sind widersprüchlich. Auf Brenstons Grabplatte ist der 24. August 1928 notiert, ein Nachruf seiner Heimatstadt führt hingegen den 15. August 1930 an. Brenston selbst erklärte 1974 in einem Interview, er sei am 24. August 1927 geboren. Eine weitere Quelle schließlich gibt den 14. August 1927 an. Zumeist wird angenommen, dass Brenston, der in seiner Jugend als undiszipliniert galt, sein Geburtsdatum vorverlegte, um im vorletzten Kriegsjahr in die US-Armee eintreten zu können. Eine Quelle meint, dies sei mit Billigung seiner überforderten Mutter geschehen.
Im Dezember 1946 wurde Brenston aus dem Militärdienst entlassen. 1947 lernte er von seinem Freund Jesse Flowers, Saxofon zu spielen. Er spielte in der Band von Ike Turner, den „Kings Of Rhythm“. Am 3. oder 5. März 1951 nahmen sie Rocket 88 beim Memphis Recording Service, dem Vorläufer von Sun Records, auf. Turner hatte das Stück geschrieben, dennoch wurde Brenston als Autor genannt. Und obwohl es von den „Kings Of Rhythm“ eingespielt worden war, erschien es unter dem Namen „Jackie Brenston and his Delta Cats“ auf Chess Records #1458. „Rocket 88“ war eine Bezeichnung für das Automodell Oldsmobile 88.
Rocket 88 war nach seiner Veröffentlichung im April 1951 für fünf Wochen auf dem ersten Rang der R&B-Hitparade und entwickelte sich zum anerkannten Prototyp zahlreicher zukünftiger Rock-’n’-Roll-Titel. Bill Haley nahm das Stück ebenfalls auf – manche bezeichnen diese Version als die erste Rock-’n’-Roll-Aufnahme –, Little Richard benutzte das Piano-Intro unverändert für seinen Hit Good Golly Miss Molly.
Brenston konnte den Erfolg von Rocket 88 nicht wiederholen. Nach dem Versuch einer Solokarriere spielte er in der Band von Lowell Fulson, später wieder bei Ike Turner. In den 1960ern verfiel er zusehends dem Alkohol. Er starb an einem Herzinfarkt.

## Diskografie
Die Diskografie führt nur die Veröffentlichungen mit Brenston als Sänger.
- 1951 – Rocket 88 / Come Back Where You Belong, Chess 1458 (mit den Delta Cats)
- 1951 – My Real Gone Rocket / Tuckered Out, Chess 1469 (mit den Delta Cats)
- 1951 – Independent Woman / Juiced, Chess 1472 (mit den Delta Cats)
- 1952 – Hi Ho Baby / Leo The Louse, Chess 1496 (mit Edna McCrane)
- 1956 – What Can It Be / Gonna Wait For My Chance, Federal 12283 (mit Ike Turner’s Kings Of Rhythm)
- 1956 – The Mistreater / Much Later, Federal 12291 (mit Ike Turner’s Kings Of Rhythm)